# Obereopsis apicalis
Obereopsis apicalis är en skalbaggsart som först beskrevs av Hermann Julius Kolbe 1894.  Obereopsis apicalis ingår i släktet Obereopsis och familjen långhorningar.
Artens utbredningsområde är:
- Kenya.
- Malawi.
- Moçambique.
- Zimbabwe.

Inga underarter finns listade i Catalogue of Life.